# Гравитис, Ольгертс
О́льгертс Гра́витис (латыш. Oļģerts Grāvītis, в советских источниках Ольгерт Эрнестович Гравитис; 30 августа 1926, Алуксне — 24 ноября 2015) — латвийский музыковед и композитор. Заслуженный деятель искусств Латвийской ССР (1969). Офицер ордена Трёх звёзд (1998).

## Биография
Учился в музыкальной школе в Цесисе и в музыкальном училище при Латвийской консерватории (в том числе в классе фортепиано Арвида Жилинского). В 1952 г. окончил Латвийскую консерваторию как музыковед, ученик Екаба Витолиня, затем занимался в аспирантуре по истории музыки в Ленинградской консерватории под руководством Георгия Тигранова. Вернувшись в Ригу, окончил Латвийскую консерваторию по классу композиции Яниса Иванова (1960). Кандидат искусствоведения (1969), доктор искусств (1994).
Опубликовал ряд очерков и монографий о латышских композиторах и отдельных их произведениях, в том числе об Андрее Юрьяне, Язепе Витоле, Арвиде Жилинском, Люции Гаруте, Маргере Зарине и других. Изучал латышскую народную песенную и хоровую традицию. Преподавал в Латвийской консерватории. Автор первой латвийской телевизионной оперы «Соколёнок» (латыш. Vanadziņš; 1959), других произведений для музыкального театра, вокальных, хоровых и органных сочинений.
В 2006 году был награждён Почётной грамотой Кабинета Министров Латвии.